# 崇德遺址
24°09′14″N 121°39′03″E / 24.153949°N 121.650952°E
崇德遺址位在台灣花蓮縣秀林鄉立霧溪河口左岸的河階台地，主要位於秀林鄉崇德村上崇德聚落及附近區域，1923年由移川子之藏與宮本延人發現。該遺址歸屬於十三行文化普洛灣類型。
崇德遺址在戰後的調查，自陳仲玉的立霧溪流域研究開始，但真正的遺址調查，始於劉益昌的的〈花蓮縣秀林鄉崇德遺址〉。2007年，劉益昌為執行「原住民文化與國家 公園永續經營之研究:太魯閣立霧溪流域人文活動之研究」，於遺址內發掘兩個試掘坑，出土許多文物。隔年，劉益昌再次進行試掘，該次發掘出土石板結構與兩具人骨。此次碳定年約距今1300-931年前左右。
崇德遺址目前最近一次的發掘在2016年，花蓮縣文化局尹意智為工程基地(下崇德段 834 地號)進行工程前試掘。本次發掘出土大量陶片、骨頭與少量石器。
2023年，首次出土的宋朝銅錢「熙寧元寶」，推論台灣在宋朝與中國大陸貿易相當頻繁。